# Воздвиженка (авиабаза)
Воздвиженка — бывшая авиабаза и аэродром в Приморском крае, расположен в непосредственной близости от села Воздвиженка, 9 км севернее г. Уссурийска.
На аэродроме были дислоцированы: 444-й Берлинский, орденов Кутузова 3-й степени и Александра Невского, тяжёлый бомбардировочный авиационный полк, вооружённый  бомбардировщиками-ракетоносцами Ту-22М3 и 523-й Оршанский, Краснознаменный, орденов Суворова и Кутузова, Александра Невского, авиационный полк истребителей-бомбардировщиков, вооруженный самолётами типа Су-17.
В настоящее время полки расформированы, часть исправных и летающих самолётов передана на авиабазу «Белая», остальные неисправные самолеты разделаны на металлолом. По состоянию на 2017 год на аэродроме базируется авиационная комендатура авиабазы Хурба и 322-й Авиаремонтный завод Минобороны.

## История

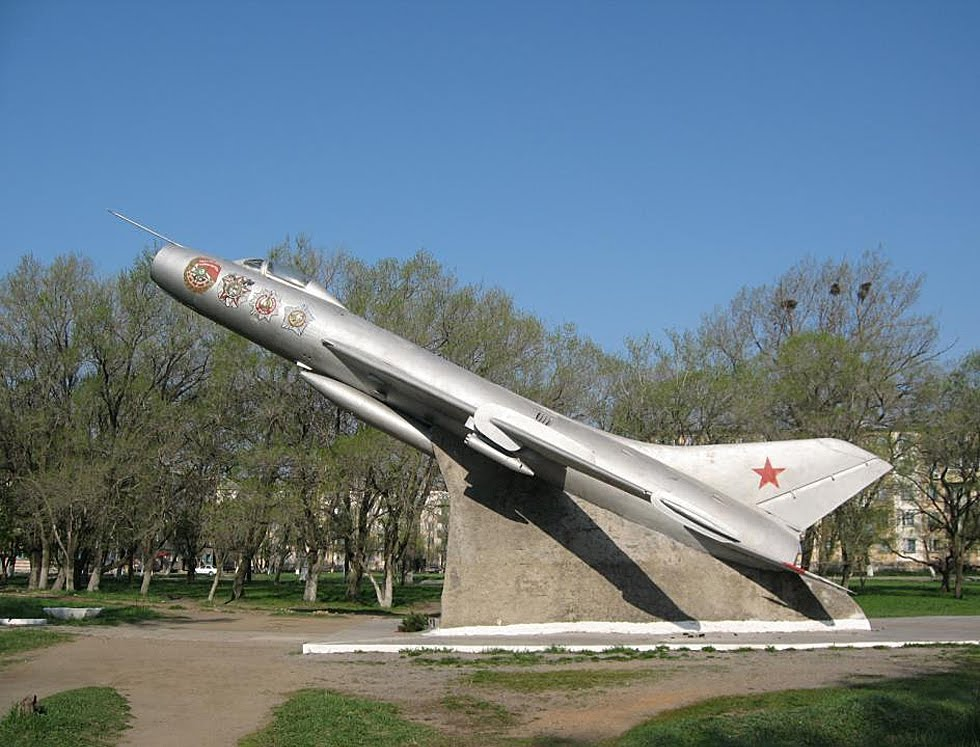
Памятник Су-7Б в Воздвиженке

Воздвиженка — первый действующий аэродром в Приморье, на который в апреле 1932 года была переброшена 28-я истребительная авиационная эскадрилья (иаэ), а в июне 1932 года 70-я тяжёлая бомбардировочная авиационная эскадрилья (тбаэ) (с переименованием в 109-ю тбаэ). 70-й отряд ОСО — до перебазирования из Подмосковья именовался 51-й тяжёлой бомбардировочной авиационной эскадрильей из 11-й авиационной бригады, на самолётах ТБ-1. В соответствии с приказом командующего МСДВ № 0243 от 17/18.04.1933 г., с 1 апреля четыре эскадрильи (110-я, 111-я, 112-я ТБАЭ и 55-я КРАЭ), вместе с управлением 18-й бригады (бывш. 19-я), из Хабаровска перебазировались к новому месту дислокации — на аэродром Воздвиженка. Там они, вместе со 109-й ТБАЭ (бывш. 70-я ОСО), составили 28-ю тяжёлую бомбардировочную авиационную бригаду, под командованием комбрига А. Г. Добролежа. В апреле 1932 г. на аэр. Воздвиженка из Евпатории перебазируется 76-й отдельный истребительный авиационный отряд ВВС Черноморского флота под командованием военлёта П. А. Фёдорова, вооружённый самолётами И-5. На Дальнем Востоке отряд вошёл в состав ВВС ОКДВА, а к февралю 1933 г. он передаётся во вновь сформированную 19-ю авиационную бригаду ВВС МСДВ. В октябре того же года 76-й ОИАО переформируется в 28-ю отдельную истребительную авиационную эскадрилью ТОФ. В январе 1935 г. Морские Силы Дальнего Востока (МСДВ) были переименованы в Тихоокеанский флот, и, соответственно, Военно-воздушные Силы МСДВ с этого времени стали именоваться Военно-Воздушными Силами Тихоокеанского флота (ВВС ТОФ). В Воздвиженку перелетает 28-й ОТРЕНАО и часть 16-го ОТАО (транспортный отряд дислоцировался одновременно на двух аэродромах — в Воздвиженке и в Романовке). 28 бригада в 1936 году получила новые бомбардировщики ТБ-3 М-34рн. 7 ноября 1936 года самолёты бригады приняли участие в воздушном параде над городом Владивостоком.
В 1938 году на базе 108-й и 112-й ТБАЭ формируется 10-й ТБАП на аэр. Воздвиженка (в конце того же года полк был передан из состава ВВС ТОФ в состав ВВС ОКДВА).
После войны на аэродроме базировались два полка 55-й тяжёлой бомбардировочной дивизии — 303-й ТБАП и 444-й ТБАП, а также 523-й авиационный полк истребителей-бомбардировщиков и управление 303-й авиационной Смоленской Краснознаменной ордена Суворова дивизии.
169-й ТБАП из состава 55-й дивизии базировался в Хороле. Дивизия входила в 5 Воздушную армию, со штабом в Манзовке (Сибирцево), командующий генерал-лейтенант В. А. Картаков. Позже (1964?) 169 полк был передан морякам, так как вооружён был самолётами-ракетоносцами, поражающие морские цели. В связи с ухудшением отношений с КНР 303 тбап перебазировался на аэродром Завитинск (специально перестроенный для этого). 5 ВА была преобразована в 8 ОТБАК (авиакорпус) со штабом в Благовещенске. Первым командиром корпуса стал А. И. Молодчий и опять же по причине сложностей с КНР штаб перевели в Иркутск. В самом городке остались: штаб 55 ТБАД в/ч 65346, 444 ТБАП в/ч 65350, база обеспечения, в/ч 42189, 712 ОБС (батальон связи), в/ч 36744 в Новоникольске. 303 ТБАП (в Завитой), в/ч 65348. Были приданные части по охране аэродрома, в том числе — воздушное прикрытие. Таков состав был на июль 1979 года. На аэродроме базировались:
- 523-й Оршанский Краснознаменный орденов Суворова и Кутузова, Александра Невского авиационный полк истребителей-бомбардировщиков (расформирован в сентябре-октябре 1994 года).
- 444-й тяжелый бомбардировочный авиационный полк (расформирован в 2009 году).
- Управление  303-й авиационной дивизии (с марта 1952 по октябрь 1994 г.)

523-й АПИБ сформирован в сентябре 1941 года на аэродроме Сейма в Горьковской области как 523-й истребительный авиационный полк. Практически всю Великую Отечественную войну полк воевал на Западном фронте. Дважды выводился в тыл на переформирование. Вторую половину войны полк выполнял задачи ведения воздушной разведки в интересах штаба армии и фронта, а начиная с июня 1944 года полк занимался исключительно разведкой.
В июне 1950 года полк был спешно переброшен на Дальний Восток, где принял участие в Корейской войне и одержал 102 победы, потеряв пять летчиков. По возвращении в Союз полк перелетел на аэродром Воздвиженка, где и размещался до расформирования.
В период 1959-1960 гг. на базе полка проводились войсковые испытания самолёта Су-7, а в 1961 году полк получил самолёты Су-7Б и стал  авиационным полком истребителей-бомбардировщиков (АПИБ), а также лидерным полком истребителей-бомбардировщиков ОКБ Сухого - он самый первый в стране получал очередную модель или модификацию самолёта с Комсомольского авиазавода. Начиная с 1971 года в полк стали поступать первые в СССР самолёты с изменяемой геометрией крыла - Су-17. На них полк и закончил свою историю в 1994 году.
444-й БАП сформирован на Большом аэродроме г. Хабаровска в 1941 году. До 1953 года полк последовательно дислоцировался на аэродромах «Дзёмги», «Варфоломеевка», «Ханко-2» (КНДР), «Поздеевка» и окончательно — Воздвиженка. На вооружении полка были самолёты ДБ-3, Ил-4, И-16, американские Б-25 и Б-29, затем Ту-4. В августе 1956 года личный состав 444-го ТБАП приступил к теоретическому изучению самолета Ту-16. В 1968 году полк был перевооружён на Ту-16К-22. Это был единственный в СССР полк, летающий на этих самолётах, и предназначенный для борьбы против авианосцев НАТО в Тихом океане. Самолёты несли сверхзвуковые крылатые ракеты Х-22, разработанные для самолётов Ту-22.

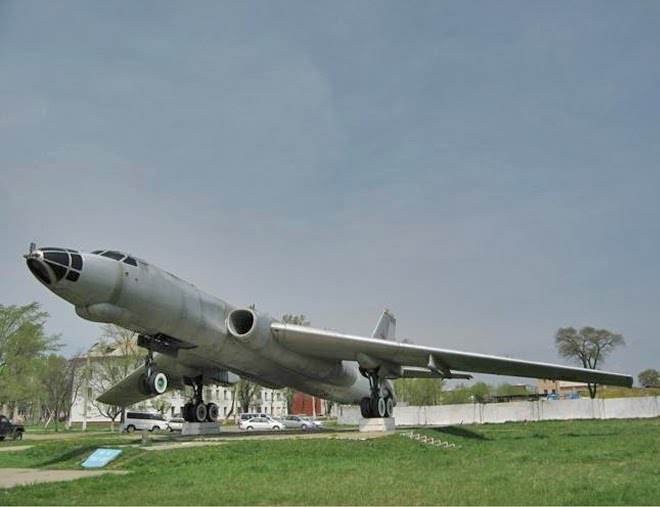
Памятник Ту-16 в Воздвиженке

По состоянию на 1991 год 444-й ТБАП входил в состав 55-й ТБАД 30-й воздушной армии, на вооружении полка состояли самолёты Ту-16К-22.
В 1991 году полк приступил к переучиванию на самолёты Ту-22М3.
В ходе реформирования ВВС в январе 1997 года 444-й и 132-й ТБАП были объединены в один 444-й полк с сохранением почётного наименования и регалий 132-го ТБАП. Полк стал именоваться «444-й Берлинский орденов Кутузова 3-й степени и Александра Невского бомбардировочный авиационный полк».
303-я авиационная дивизия была сформирована в декабре 1942 года. Управление дивизии (войсковая часть 45144) дислоцировалось в Воздвиженке с 1952 года и было расформировано в октябре 1994 года.
В 2009 году аэродром был законсервирован, исправные самолёты были перегнаны своим ходом на действующие авиабазы. С неподъёмных машин снята вся аппаратура и запасные части. По состоянию на 2014 год 18 «раздетых» самолётов Ту-22М3, с пропилами в силовых элементах планера, находились в открытых аэродромных капонирах, в ожидании участи разделки на металл. Аэродром поддерживается в рабочем состоянии силами 322-го авиаремонтного завода.
В связи с отсутствием в 1970-е годы в Приморском крае гражданских аэропортов с ВПП, способной принять крупные воздушные суда, аэродром использовался для приёма политических деятелей:
- в 1974 году — во время встречи Л. И. Брежнева с президентом США Джеральдом Фордом (встреча во Владивостоке по договору об ОСВ-1)[5]
- в 1978 году — в связи с поездкой Л. И. Брежнева по городам Сибири и Дальнего Востока.[6][7]

Данные аэродрома
- индекс ЬХВЖ / XHWV
- полоса 03/21
- Длина 3000, ширина 80 метров
- Курс магнитный 028°/208°
- Курс истинный 018°/198°
- Порог 1 N43.89427° E131.91917°
- Порог 2 N43.91998° E131.93047°
- Покрытие твёрдое (бетон)